# Gran Premi del Canadà del 1986
Resultats del Gran Premi del Canadà de Fórmula 1 de la temporada 1986, disputat al circuit urbà de Gilles Villeneuve a Mont-real el 15 de juny del 1986.

## Resultats de la cursa
| Pos | No | Pilot              | Equip                    | Voltes | Temps/ Retir.    | Pos. de sort. | Punts |
| --- | -- | ------------------ | ------------------------ | ------ | ---------------- | ------------- | ----- |
| 1   | 5  | Nigel Mansell      | Williams - Honda         | 69     | 1h 42' 26. 4     | 1             | 9     |
| 2   | 1  | Alain Prost        | McLaren - TAG            | 69     | + 20.659 s       | 4             | 6     |
| 3   | 6  | Nelson Piquet      | Williams - Honda         | 69     | + 36.262 s       | 3             | 4     |
| 4   | 2  | Keke Rosberg       | McLaren - TAG            | 69     | + 1' 35.673 min. | 6             | 3     |
| 5   | 12 | Ayrton Senna       | Lotus - Renault          | 68     | + 1 Volta        | 2             | 2     |
| 6   | 25 | René Arnoux        | Ligier - Renault         | 68     | + 1 Volta        | 5             | 1     |
| 7   | 26 | Jacques Laffite    | Ligier - Renault         | 68     | + 1 Volta        | 8             |       |
| 8   | 27 | Michele Alboreto   | Ferrari                  | 68     | + 1 Volta        | 11            |       |
| 9   | 3  | Martin Brundle     | Tyrrell - Renault        | 67     | + 2 Voltes       | 19            |       |
| 10  | 15 | Alan Jones         | Lola - Ford              | 66     | + 3 Voltes       | 13            |       |
| 11  | 4  | Philippe Streiff   | Tyrrell - Renault        | 65     | + 4 Voltes       | 17            |       |
| 12  | 29 | Huub Rothengatter  | Zakspeed                 | 63     | + 6 Voltes       | 24            |       |
| Ret | 7  | Riccardo Patrese   | Brabham - BMW            | 44     | Turbo            | 9             |       |
| Ret | 21 | Piercarlo Ghinzani | Osella - Alfa Romeo      | 43     | Caixa canvi      | 23            |       |
| Ret | 23 | Andrea de Cesaris  | Minardi - Motori Moderni | 40     | Caixa canvi      | 21            |       |
| Ret | 18 | Thierry Boutsen    | Arrows - BMW             | 38     | Part elèctrica   | 12            |       |
| Ret | 20 | Gerhard Berger     | Benetton - BMW           | 34     | Turbo            | 7             |       |
| Ret | 28 | Stefan Johansson   | Ferrari                  | 29     | Accident         | 18            |       |
| Ret | 11 | Johnny Dumfries    | Lotus - Renault          | 28     | Accident         | 16            |       |
| Ret | 14 | Jonathan Palmer    | Zakspeed                 | 24     | Motor            | 22            |       |
| Ret | 8  | Derek Warwick      | Brabham - BMW            | 20     | Motor            | 10            |       |
| Ret | 24 | Alessandro Nannini | Minardi - Motori Moderni | 17     | Turbo            | 20            |       |
| Ret | 19 | Teo Fabi           | Benetton - BMW           | 13     | Bateria          | 15            |       |
| Ret | 22 | Christian Danner   | Osella - Alfa Romeo      | 6      | Turbo            | 25            |       |
| Ret | 16 | Patrick Tambay     | Lola - Ford              | 0      | Accident         | 14            |       |

## Altres
- Pole: Nigel Mansell 1' 24. 118
- Volta ràpida: Nelson Piquet 1' 25. 443 (a la volta 63)